# Nzappa zap

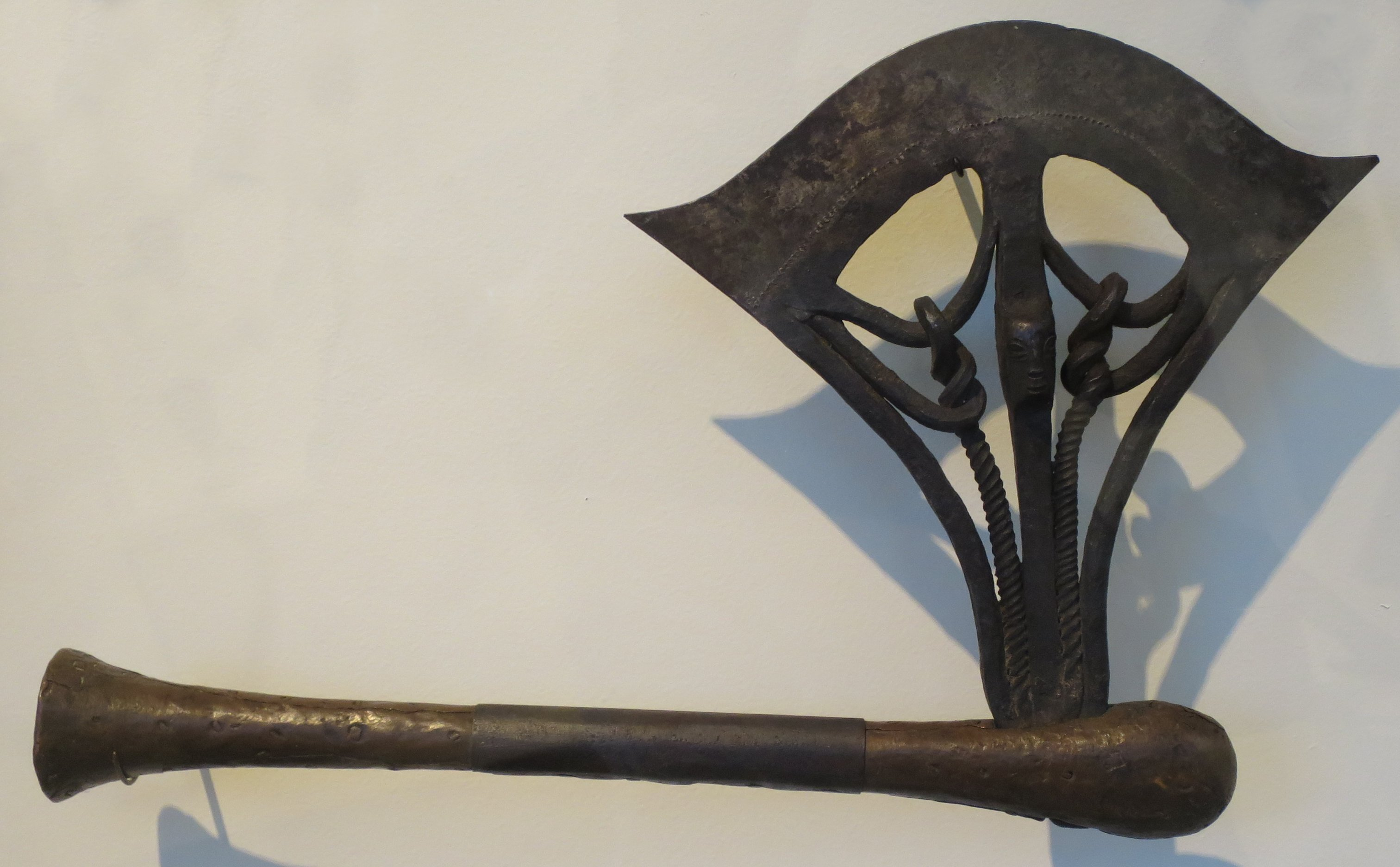
Hacha ceremonial del pueblo Songye

El nzappa zap (también referido como  zappozap, kasuyu) es un arma tradicional originaria del Congo similar a un hacha. Tienen una hoja de hierro forjado ornamentada, conectada a un mango de madera, a menudo revestido en cobre, bronce o latón.
Es un arma ceremonial, que se puede usar de manera muy parecida a la tomahawk estadounidense, tanto lanzada por distancias cortas, como arma en el combate cuerpo a cuerpo. Se diferencia del estilo de hacha habitual, en que la cuchilla se clava con puntas que se fijan al mástil.
Esta arma es originaria  de la región superior del Congo y se usó como un arma de fuerza bruta en la batalla. Fue elaborada por la gente de Nsapo que prosperó industrialmente con el hierro y el cobre. El hacha está forjada en hierro, mientras que el mango está hecho de madera cubierta de cobre. Esta arma produce mucho daño cuando se usa principalmente en combate cuerpo a cuerpo y, a veces, se lanza directamente. El nzappa zap tiene un mango similar a una maza que se ensancha en la base y tiene una cabeza redondeada. La hoja se une a la cabeza del mango. 
El nzappa zap a veces tiene dos o tres caras humanas en la hoja de hierro. El hacha es ceremonial y generalmente es mantenida y llevada por los jefes de los songye. El arma tiene un significado de poder entre la gente. El hacha se usaba en la batalla, como un símbolo de estado, y también como una forma de moneda en el comercio.